# Idzubius akiyamae
Idzubius akiyamae is een hooiwagen uit de familie Podoctidae.